# Ларманс, Эжен
Барон Эжен Ларманс (фр. Eugène Laermans; 21 октября 1864, Моланбек-Сен-Жан, ныне территория Брюсселя — 22 февраля 1940, Брюссель) — бельгийский художник, иллюстратор и график. Член Королевской академии наук, письма и изящных искусств Бельгии с 1922 года.

## Биография
В одиннадцатилетнем возрасте заболел менингитом, из-за которого оглох и стал почти немым, что заставило его сосредоточиться на зрении, и привело к решению стать художником.
С 1887 по 1889 год Ларманс учился в Королевской Академии изящных искусств в Брюсселе, под руководством Жана-Франсуа Портеля.
Находился под влиянием творчества Фелисьена Ропса, тесно связанного с модернистским и символистским движениями. Кроме того, на художника произвели огромное впечатление произведения Бодлера, после чего живописец стал исповедовать декадентство. В 1890 году он создал иллюстрации для книги стихов Бодлера «Цветы зла» («Fleurs du mal»).
К 1893 художник всё чаще обращался к отдельным художественным приемам Брейгеля Старшего. В 1894 году он начал выставляться на брюссельских Салонах. Через два года проиллюстрировал роман Георгеса Еэхуда «Новый Карфаген» («La Nouvelle Carthage»), и вдохновленный сюжетом книги создал триптих «Landverhuisers» («Эмигранты»), который сам считал свои лучшим произведением.
В 1924 году зрение Ларманса стало ухудшаться. Ранее королева Елизавета привлекла к лечению своего отца, принца Карла Теодора, по образованию офтальмолога, управлявшего клиникой в Мюнхене. На время зрение восстановилось, но художник был вынужден оставить живопись. В 1927 году, за его заслуги король Альберт возвёл его во дворянство.
Вскоре после этого он полностью ослеп, стал затворником и умер в 1940 году. Был похоронен в Моленбек-Сен-Жан.

## Творчество
Основная тема работ Ларманса — изображение бельгийской деревни и рабочих окраин, их обитателей («Эмигранты», «Нищие», «Слепой», «Больной ребенок» и др.); картины нередко носят трагический характер. Его работам свойственны символичная обобщенность, выразительность лаконичных силуэтов и слитных целостных форм, резкие сочетания цветовых пятен. Черты пессимизма и стилизации сближают творчество художника с символизмом и стилем «Модерн».
Кроме того, Эжен Ларманс увлекался гравюрой — техникой офорта и мягкого лака, стал одним из основателей издававшихся в Бельгии начала XX века художественных журналов «Ради искусства» и «Искусство сегодня».

## Галерея

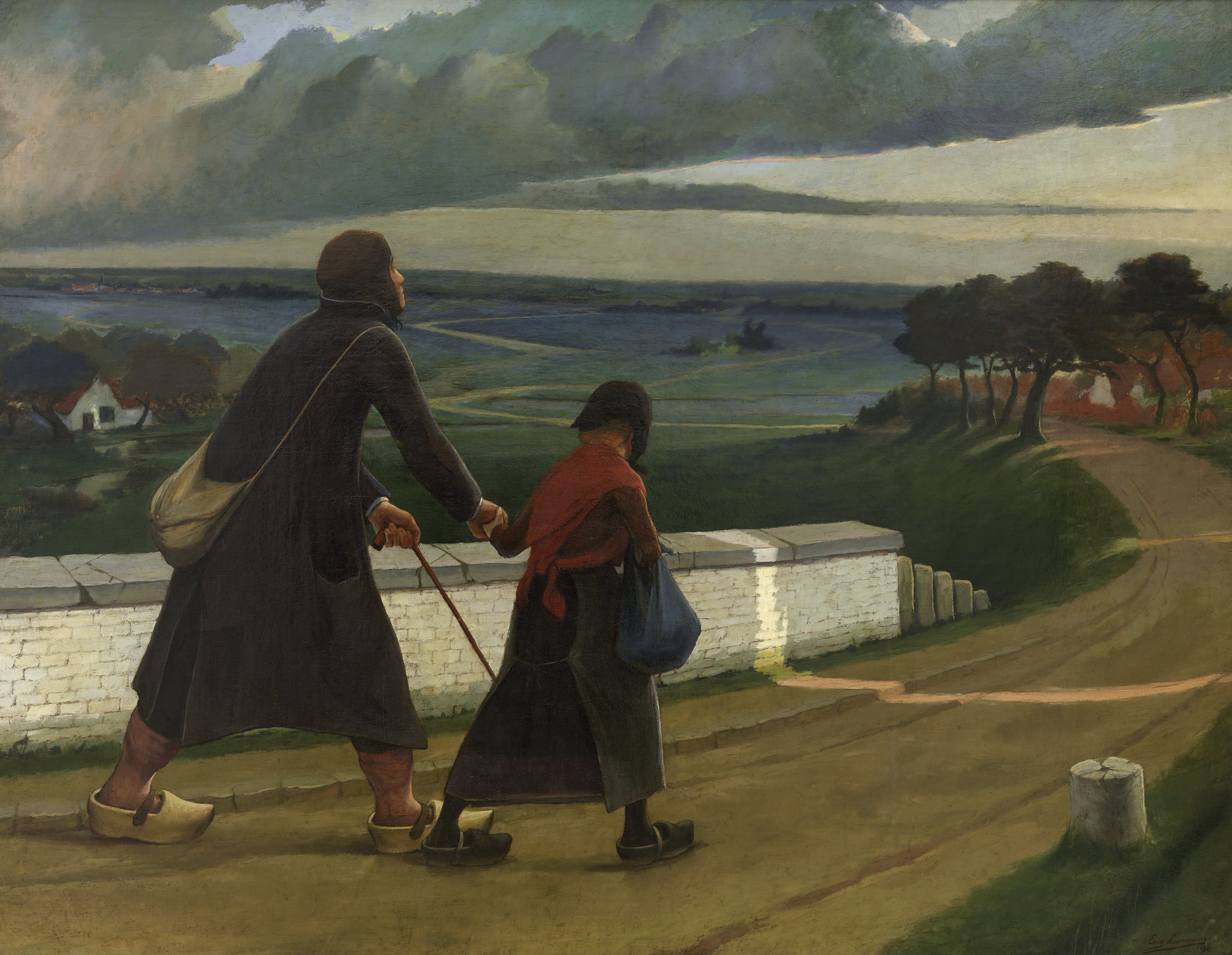
Слепая (1898)
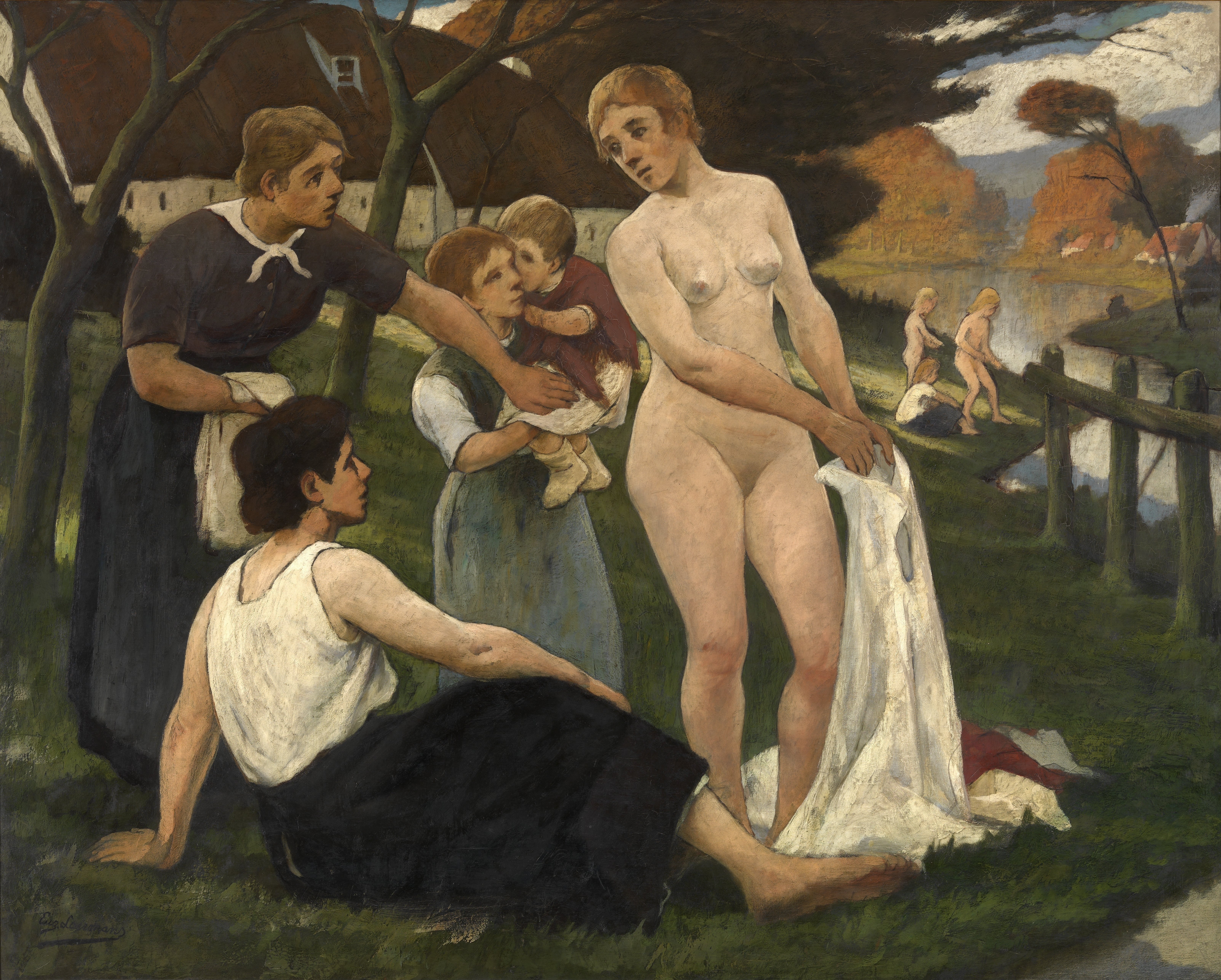
Оазис (1912)
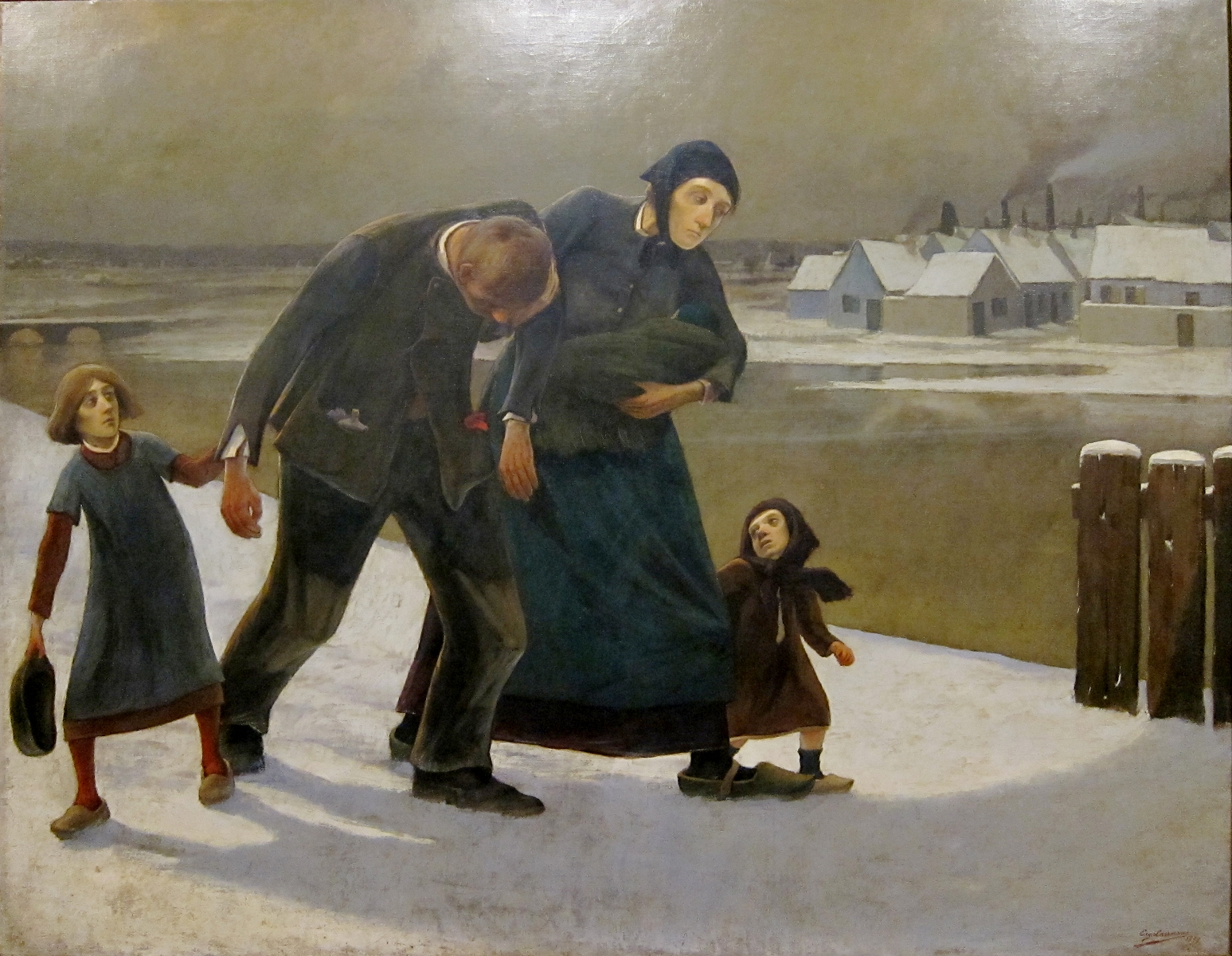
Пьяница (1898)
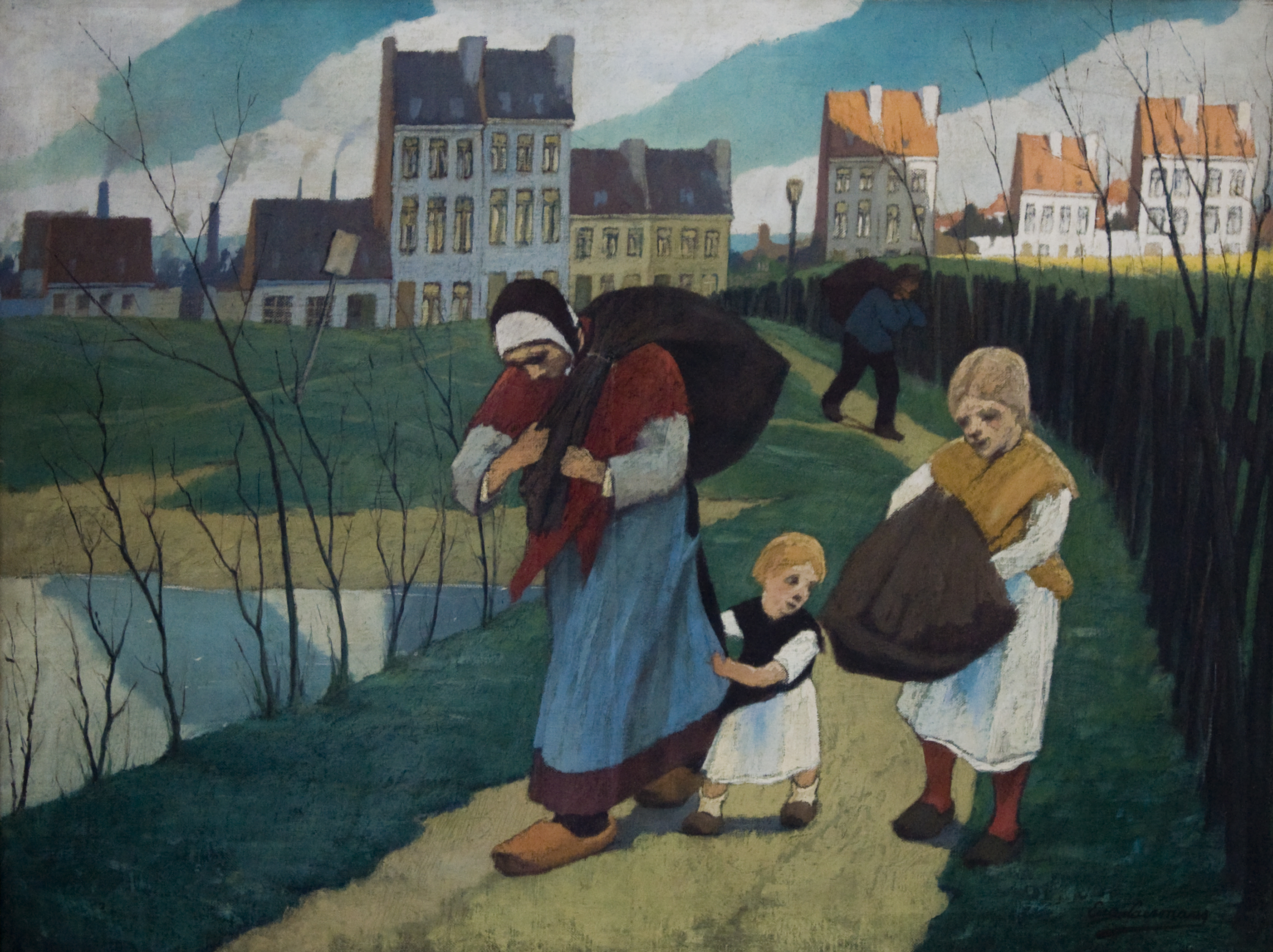
Сборщики (1914)